# 尖石爺廟
24°42′26″N 121°12′16″E / 24.707143°N 121.204498°E
尖石爺廟，是位於臺灣新竹縣尖石鄉嘉樂村油羅溪畔的石頭公廟，祭祀該鄉地標尖石岩，2004年從尖石岩遷至附近的尖石福惠祠內。

## 沿革

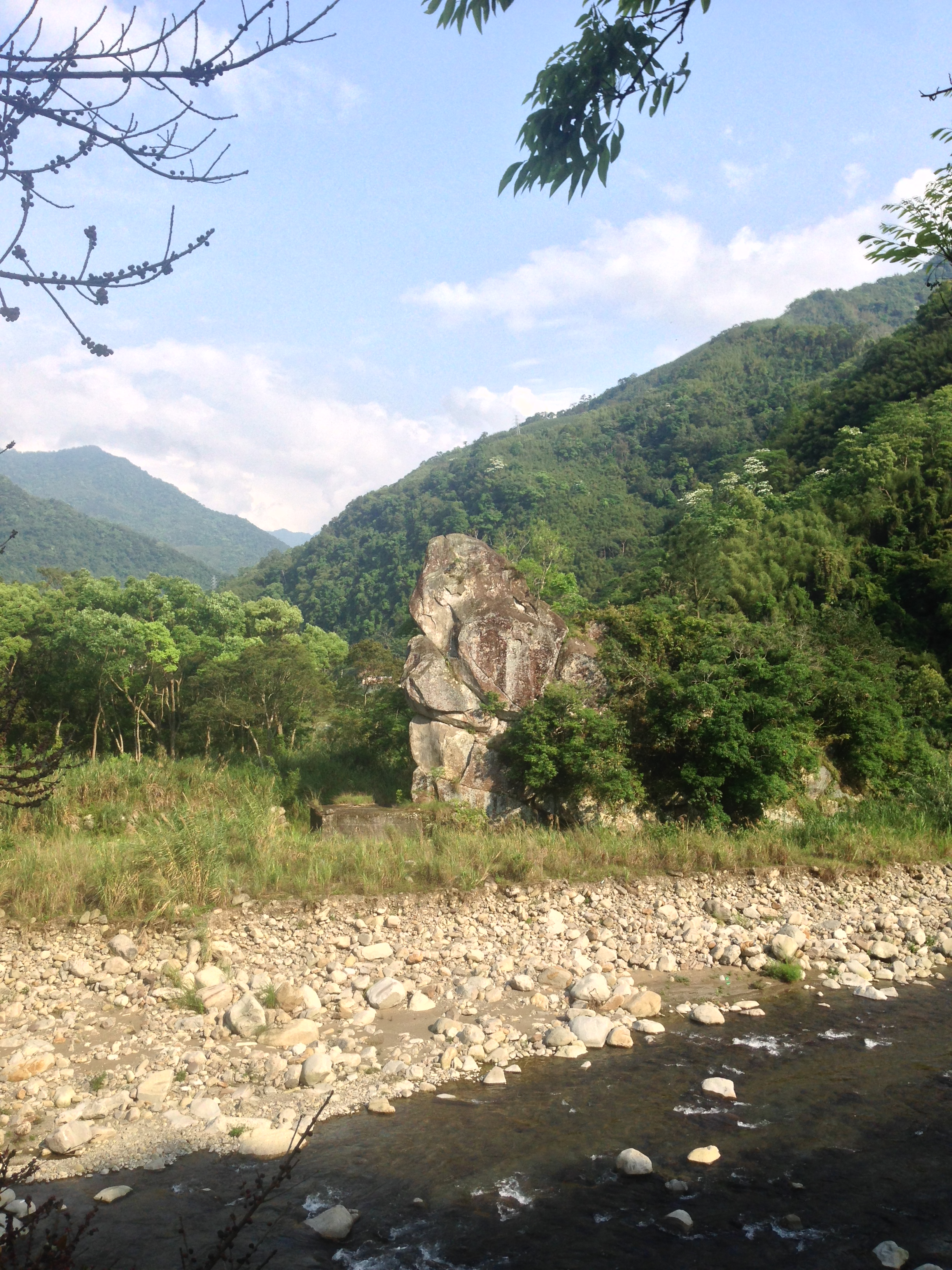
從尖石福惠祠、尖石爺廟遠望尖石岩。

2004年報導，尖石鄉長雲天寶表示約二十多年前，台灣客家人黃福枝號召客家族群，約籌資新台幣七、八十萬元，在尖石大橋旁邊、那羅溪與嘉樂溪合流處的尖石岩平台上興建涼亭式的尖石爺廟。
此廟的建立遭受當地信仰基督教、天主教的原住民抗議破壞大自然景觀。如當地原住民畫家林世就質疑為何行水區可蓋廟。記者也認為該拆除此廟。隨著進入尖石鄉的旅客日增，有人認為此尖石鄉地標上的人為建築，影響自然景觀，多次上新竹縣政府網站建議遷移。
2004年7月，黃福枝後代子孫與客家人親友在開始討論是否遷移此廟，擲筊得到可以後，於是擇定同年農曆六月廿四，即國曆8月9日，將此廟從尖石岩平台上方喬遷到臨近的土地祠（尖石福惠祠），使尖石岩終復古老樣貌。
拆遷後，發生艾利颱風，因此有人誤會尖石爺廟被颱風帶來的大水沖毀。之後2013年也出現報導寫此廟是受颱風沖毀，還說廟為泰雅族所建。
2012年，新竹縣政府拓寬縣道120號外環道，沿油羅溪作一條棧道通往尖石福惠祠，讓學子方便通學，結果被旅客質疑用途。

## 信仰
新竹縣尖石鄉到橫山鄉之間的油羅溪有三顆著名的巨石，指的是尖石岩、青蛙石、蟾蜍石。相傳在台灣清治時期，一次漢人入山墾荒時遭原住民襲殺，有人藏匿於尖石鄉的尖石岩，遂逃過劫難，認有神靈相助，就將此石尊稱為「尖石爺」。在關西鎮錦山里檔耙山所供俸一顆稱為「大石爺」的巨石也是有此傳說。
每逢初一十五、或節慶時，漢人會備妥祭品，前往嘉樂村的此廟祭拜。當時立有寫有「尖石爺」的神位。尖石鄉鄉長雲天寶說，多年來颱風造成溪水暴漲，但尖石爺廟卻毫髮無損，更加深鄉民對其信奉，香火鼎盛；不過拆除後，相繼而來的颱風，造成鄉境內重大災害，還一度傳出是拆除該廟所致。